# Heinz Brücher
Heinz Brücher (né le 14 janvier 1915 à Darmstadt, grand-duché de Hesse - mort le 17 décembre 1991 dans la province de Mendoza, Argentine, aussi orthographié Bruecher) était un botaniste-généticien. Sous le Troisième Reich, il est Untersturmführer-SS (sous-lieutenant), lié à l'Institut de recherches nazi de Himmler, l'Ahnenerbe. Brücher dirige également l'Institut de génétique des plantes des SS à Lannach, près de Graz (Autriche).

## Les années 1930 et le nazisme
Brücher rejoint le NSDAP en 1934 (no 3 498 152) et obtint son doctorat de botanique en 1938 à l'Université de Tübingen, sa thèse portant sur l'épilobe à grandes fleurs. Il travailla avec Erich von Tschermak-Seysenegg, qui publia un papier en 1900 concernant la redécouverte des lois de Mendel, et demeura proche de ce dernier.
À l'université d'Iéna, où il participe à l'Institut de biologie générale et d'anthropologie de Gerhard Heberer (de), Hauptsturmführer-SS, Brücher prit part à un groupe nazi qui transforma l'université en institution liée au NSDAP et qui définissait la science comme une entreprise politique socialement organisée. Il se spécialise progressivement dans la pomme de terre, produit de consommation courant en Allemagne, et travaille, en particulier après la mise en place de l'économie de guerre, au moyen d'augmenter la durée de sa préservation par des améliorations génétiques. Doté d'une collection de semences importantes, en provenance d'Amérique latine, pour cette culture, Brücher parvient à se placer en tant qu'intermédiaire incontournable en cette matière, en particulier après 1941.
Affilié à la SS, il publie en 1936 un livre sur Ernst Haeckel qui le crédite d'avoir fait avancer la « science nationale-socialiste » et présente son « génie » comme résultat de l'hérédité familiale. L'année suivante, Günther Hecht (de), du RuSHA (l'organisme SS chargé de la « pureté de la race »), nuançait cette louange de Haeckel, et exigeait en particulier que les disputes internes concernant l'enseignement d'Haeckel cessent.

## Pendant la guerre
Volontaire de la Wehrmacht, il participe à la conquête de la France puis sert en 1941-42 comme lieutenant d'artillerie sur le front de l'Est. En janvier 1941, il avait été nommé professeur assistant à l'Université d'Iéna, et fut nommé en novembre 1943 directeur de l'Institut de génétique des plantes des SS à Lannach, près de Graz en Autriche,. Il travailla également, entre 1941 et 1943, à l'Institut Kaiser-Wilhelm d'anthropologie, d'hérédité humaine et d'eugénisme à Müncheberg.
Dans un papier de 1943, il notait que la conquête de l'Ostgebiete (la Russie) permettait au Troisième Reich de mettre la main sur un espace riche sur le plan botanique, qui permettrait d'assurer l'autonomie alimentaire (l'« autarcie ») du peuple germanique (Deutschvolk (de)),.
Brücher est missionné en juin 1943, alors âgé de 27 ans par l'Ahnenerbe, un institut de recherches fondé le Reichsführer Himmler, pour une mission sur le front de l'Est, en Russie, avec l'Hauptsturmführer Konrad von Rauch. Menée par le Russland-Sammelkommando et dirigée par Brücher, celle-ci, qualifiée par un de ses futurs collègues d'acte de « biopiraterie », visait notamment à mettre la main sur les collections de semences du botaniste Nikolaï Vavilov, tombé en disgrâce en 1940 en raison de la priorité accordée à la thèse lyssenkiste et mort en 1943. C'est en fait Brücher lui-même, associé à Ernst Schäfer, qui avait dirigé l'expédition allemande au Tibet (1938-1939) et ramené des semences conservées à l'Institut SS de Lanach, qui eut l'initiative de cette mission, les deux demandant l'autorisation pour ce faire, le 1er juin 1943, à l'Obergruppenführer Oswald Pohl.
La mission est un succès partiel, les semences étant transférées à l'Institut des plantes de la SS au château de Lannach, à Graz (Autriche). Toutefois, les nazis ne mirent la main que sur les semences stockées dans les stations d'études agricoles situées dans les territoires occupés (environ 200 stations entre Minsk et la péninsule de Crimée), la biobanque principale de Leningrad échappant à leur prise. En tant que patron de l'Institut SS de génétique des plantes, à Lannach, Brücher espérait pouvoir mettre à profit cette collection pillée, ainsi que celle venant de l'expédition au Tibet, afin de sélectionner des plantes adaptées au climat de l'Europe orientale, considérée comme partie intégrante du Lebensraum (« espace vital ») nazi.
En février 1944, il est promu Untersturmführer (sous-lieutenant) de la Waffen-SS, assigné à l'équipe personnelle d'Himmler.
En février 1945, Brücher reçoit des ordres visant à la destruction de l'Institut SS de génétique des plantes de Lanach afin d'éviter leur capture par les Alliés, mais s'y refuse.

## L'Argentine
En octobre 1948, il émigre en Argentine à bord du SS Orinoco, avec 400 kg de bagages - dont probablement une partie des semences volées, - et peut-être avec l'assistance de réseaux d'exfiltration nazis. Il est nommé en 1948 professeur de génétique et de botanique à l'université de Tucumán, conservant son vrai nom. Après 1954, il devient professeur à Caracas, puis à Asuncion, et finalement de nouveau en Argentine, à Mendoza et Buenos Aires. Il est également professeur de 1964 à 1965 à Pretoria (Afrique du Sud).
Il écrit alors plusieurs articles d'ethnobotanique, atteignant une reconnaissance scientifique relative pour ses articles sur les céréales. Entre 1954 et 1958, il travaille pour le département de recherches scientifiques à l'université de Cuyo, dirigé par Walter Georgii (de), ex-maître espion nazi.
Il est invité en URSS par l'Académie soviétique après la réhabilitation de Vavilov en 1963, dans une exposition qui passait sous silence sa participation au vol des semences de ce dernier. Il semble que l'URSS ait ignoré son rôle lors de cette expédition.
En 1972, il réussit même à se faire nommer expert en biologie pour l'UNESCO, n'ayant jamais été jugé pour ses actes commis pendant la guerre.
Il projetait d'écrire un livre sur la patate conçu comme réponse aux critiques du botaniste John Gregory Hawkes, mais ne parvint jamais à l'achever. Un dictionnaire de culture sélective des plantes décrit Brücher comme un chercheur avec des « idées originales » qui n'arrivait cependant pas toujours à convaincre ses collègues de leur bien-fondé.

## Assassinat
Heinz Brücher est assassiné dans sa demeure dans la province de Mendoza le 17 décembre 1991, lors d'un cambriolage selon la version policière. Des rumeurs prétendirent qu'il travaillait sur l'élaboration d'un virus contre la coca, le virus Stella, et qu'il aurait fait l'objet d'un contrat établi par les barons de la drogue,.

## Nomenclature

### Taxinomie
Heinz Brücher est l'autorité taxinomique d'une septaine de noms scientifiques d'espèces végétales. Toutefois, aucun n'est reconnu valide à l'heure actuelle.
- Solanum diemii (1964), Solanum oceanicum (1965), Solanum sanmartiniense (1964) et Solanum tascalense (1966) sont synonymes de Solanum tuberosum L. (1753), espèce de la pomme de terre commune.
- Solanum improvidum (1965) et Solanum ruiz-lealii (1965) sont synonymes de Solanum kurtzianum Bitter & Wittm. (1914)
- Ullucus aborigineus (1967) est synonyme de Ullucus tuberosus Caldas (1809), espèce de l'ulluco.

### Hommage
En 1961, Donovan Stewart Correll lui a rendu hommage par le biais du nom scientifique Solanum ×brucheri Correll. Ce nom désigne un taxon valide à l'heure actuelle.